# Оператор Робертса
Опера́тор Ро́бертса (англ. Roberts cross) використовують в обробці зображень та комп'ютерному баченні для виявляння контурів. Він був одним із перших виявлячів контурів, первинно запропонованим Лоуренсом Робертсом 1963 року. Як у різницевого оператора, ідея оператора Робертса полягає в наближенні градієнта зображення шляхом дискретного диференціювання, якого досягають обчисленням суми квадратів різниць між діагонально сусідніми пікселями.

## Передумови
Згідно з Робертсом, виявляч контурів повинен мати наступні властивості: видавані контури повинні бути чітко визначеними, тло повинне вносити якомога менше шуму, а яскравість контурів повинна якомога ближче відповідати людському сприйняттю. З огляду на ці критерії та на основі переважної на той час психофізичної теорії Робертс запропонував такі рівняння:
{\displaystyle y_{i,j}={\sqrt {x_{i,j}}}}
{\displaystyle z_{i,j}={\sqrt {(y_{i,j}-y_{i+1,j+1})^{2}+(y_{i+1,j}-y_{i,j+1})^{2}}}}
де x — первинне значення яскравості на зображенні, z — обчислювана похідна, а i,j подають розташування на зображенні.
Результати цієї операції висвітлюватимуть зміни яскравості в діагональному напрямку. Одним із найпривабливіших аспектів цієї операції є її простота; ядро невелике й містить лише цілі числа. Проте зі швидкістю сучасних комп'ютерів ця перевага незначна, а оператор Робертса сильно страждає на чутливість до шуму.

## Формулювання
Щоби виконувати виявляння контурів за допомогою оператора Робертса, ми спершу згортаємо первинне зображення з наступними двома ядрами:
{\displaystyle {\begin{bmatrix}+1&0\\0&-1\\\end{bmatrix}}\quad } та {\displaystyle \quad {\begin{bmatrix}0&+1\\-1&0\\\end{bmatrix}}.}
Нехай {\displaystyle I(x,y)} — точка на первинному зображенні, {\displaystyle G_{x}(x,y)} — точка на зображенні, утвореному згортанням із першим ядром, а {\displaystyle G_{y}(x,y)} — точка на зображенні, утвореному згортанням із другим ядром. Тоді градієнт можливо визначити як
{\displaystyle \nabla I(x,y)=G(x,y)={\sqrt {G_{x}^{2}+G_{y}^{2}}}.}
Напрямок градієнта також можливо визначити наступним чином:
{\displaystyle \Theta (x,y)=\arctan {\left({\frac {G_{y}(x,y)}{G_{x}(x,y)}}\right)}-{\frac {3\pi }{4}}.}
Зауважте, що кут 0° відповідає вертикальному спрямуванню, такому, що напрямок максимального контрасту від чорного до білого на зображенні лежить зліва направо.

## Приклад порівняння
Тут використовують чотири різні оператори градієнта для оцінювання величини градієнта перевірного зображення.
|  |  |  |
|  |  |  |